# AGOVV Apeldoorn
El Alleen Gezamenlijk Oefenen Voert Verder Apeldoorn es un club de fútbol amateur neerlandés de la ciudad de Apeldoorn. El club jugó en el fútbol profesional de 1954 a 1971 y de 2003 a 2013. En la actualidad compite en la Derde klasse, octavo nivel del fútbol neerlandés.

## Historia

### Comienzos (1913-54)
El club se funda el 25 de febrero de 1913 por miembros de un club de canto abstemio debido al abuso del alcohol y sus consecuencias después de los partidos deportivos del domingo con el nombre de AGOSV (Apeldoornse Geheel Onthoudersvoetbalvereniging Steeds Voorwaarts), cuando se unió a la asociación de Gelderland, tuvo que cambiar de nombre debido a que ya existía otro club llamado Steeds Voorwaarts. Se cambia a AGOVV (Apeldoornse Geheel Onthouders Voetbalvereniging), que significa Club de fútbol Apeldoorn para abstemios. El significado de las siglas muda en 1921 a AGOVV (Alleen Gezamenlijk Oefenen Voert Verder) (en español "Sólo la práctica conjunta te lleva más lejos").
En 1938, AGOVV llegó a la final de la Copa KNVB, en la que perdió ante el VSV.
Alcanzó sus mejores resultados en las temporadas 1941/1942 y 1948/1949, en esas temporadas AGOVV se proclamó campeón de la primera división del Este y obtuvo el tercer lugar en el campeonato del campeonato holandés. En 1954 AGOVV se incorporó al fútbol profesional.

### Primera etapa profesional (1954-71)
Se convirtió en club profesional en 1954; el mismo año en que se legalizó el profesionalismo en el fútbol en Holanda. Después de haber jugado durante varios años con éxito variable en la Eerste Klasse y en la Eerste Divisie de 1956 a 1957, la Real Federación Holandesa de Fútbol (KNVB) formó una pirámide de fútbol con tres divisiones a partir de 1962: la segunda (Eerste Divisie) y la tercera (Tweede Divisie) y por encima de esas, la Eredivisie (la primera división del fútbol holandés). AGOVV pasó principalmente su existencia en las regiones inferiores de estos niveles y fue retirado del fútbol profesional en 1971. Los jugadores más famosos de la época del fútbol profesional fueron el portero Joop Niezen, que más tarde se convirtió en editor jefe de Voetbal International, y el delantero centro Sietze de Vries.

### Era amateur (1971-2003)
En 1971, la KNVB eliminó el club del fútbol profesional mediante la disolución de la Tweede Divisie. Esto provocó protestas entre los ciudadanos de Apeldoorn. Luego, el club jugó en competiciones amateurs de la KNVB. Desde entonces, loa azules abogaron durante mucho tiempo por el regreso a las divisiones profesionales de la KNVB. Por cierto, una estrategia uniforme para lograrlo no empezó a tomar forma hasta mediados de los años 80, cuando se presentó un plan político que inicialmente debía garantizar el regreso de AGOVV a la cima del fútbol amateur. Esto finalmente dio resultados: a finales de los años noventa, el club volvió al escalón superior del amateurismo y se centró en el fútbol profesional. 
En la temporada 2001-02, AGOVV se proclamó campeón de la Hoofdklasse C bajo el liderazgo del entrenador Peter Bosz y más tarde también ganó el campeonato general amateur de los Países Bajos. En 2003 se reincorporó al fútbol profesional y el 1 de julio de 2003 el club comenzó a utilizar el nombre AGOVV Apeldoorn para la sección profesional. AGOVV Apeldoorn jugó en la Eerste Divisie del fútbol profesional de los Países Bajos en la temporada 2003-04. 

### Segunda División (2003-13)
Al regresar al fútbol profesional en la temporada 2003-04, el ex internacional Jurrie Koolhof fue nombrado entrenador en jefe del club. Sucedió a Stanley Menzo, que no tenía el título de entrenador necesario. Esa temporada, el delantero Klaas-Jan Huntelaar se convirtió en el máximo goleador de la Eerste Divisie con 26 goles. Después de dos temporadas con éxito medio y sin haber llegado a los play-offs de ascenso, la dirección buscó un nuevo enfoque y el contrato de Koolhof no fue renovado. Menzo ya tenía el carnet de entrenador y fue nombrado entrenador para la temporada 2005-06. AGOVV ganó por primera vez la postcompetición con Menzo, quien al finalizar la temporada dejó el club para ir a FC Volendam. Fue sucedido por Rini Coolen. Coolen fue despedido a mitad de la temporada 2006-07 debido a los malos resultados. La temporada la completaron los dos entrenadores asistentes, Roberto Klomp y Marco Heering, sin éxito: AGOVV terminó último en la clasificación.
John van den Brom fue contratado como entrenador durante las próximas tres temporadas. Un sexto puesto en la temporada 2009-10 fue el mejor resultado desde el regreso de AGOVV al fútbol profesional, cuando el club disputaría por última vez los play-offs de ascenso. Después de la temporada 2009-10, Van den Brom se fue al ADO Den Haag, a pesar de su contrato vigente de un año; Le sucedió Hans de Koning. Como AGOVV y De Koning no pudieron llegar a un acuerdo sobre un nuevo contrato después de una temporada, Hans van Arum llegó procedente del Vitesse como nuevo entrenador; su primer trabajo como entrenador en jefe. Van Arum fue suspendido por "razones de seguridad" para el último partido de la temporada siguiente, 2011-12. A AGOVV sólo se le había escapado el último puesto de la liga porque al FC Emmen le habían descontado seis puntos debido a irregularidades financieras. Andries Ulderink se convirtió en entrenador de la temporada 2012-13.

### Quiebra (2012-13)
En la organización AGOVV había planes para construir un nuevo estadio para 6.000 espectadores en la zona suroeste de Apeldoorn. Otra opción era la recompra por parte del municipio de Apeldoorn del terreno existente que había sido vendido a AGOVV en 1999, tras lo cual el club de fútbol pasaría a ser el único inquilino. En marzo de 2012, resultó que AGOVV consideraba que el precio ofrecido era demasiado bajo. También existía la intención de separar la parte profesional de AGOVV de la rama amateur para crear un nuevo club de fútbol profesional en el parque deportivo Malkenschoten, en el que se cooperaría intensamente con el fútbol amateur de Apeldoorn, incluido el amateur independiente. clubes de AGOVV, Apeldoornse Boys y otros. 
Estos y otros planes futuros se habían vuelto muy inciertos debido a una deuda de 2 millones de euros, de los cuales más de 400.000 euros eran deuda tributaria. Las autoridades tributarias se declararon en quiebra en diciembre de 2012. El 11 de diciembre de 2012, el tribunal dio a la AGOVV cuatro semanas para presentar un plan de rescate. A principios de enero de 2013, el comité disciplinario de la KNVB dedujo dos puntos del club en relación con los problemas económicos. Con esto, AGOVV cayó del undécimo al decimocuarto lugar en la clasificación de la liga. El 8 de enero, AGOVV fue declarada en quiebra en rebeldía . El club profesional AGOVV fue declarado oficialmente en quiebra el 11 de enero de 2013, cuando se anunció en nombre de su junta directiva que se había renunciado a la quiebra y que el equipo fue retirado de la liga. Los aficionados realizaron otra recaudación de fondos para su club, recaudando sólo 50.000 €. 
Debido a la quiebra del sector profesional, la asociación de aficionados también se vio en una situación financiera desesperada. En febrero de 2013, las autoridades fiscales dieron al club dos semanas para saldar una deuda vencida. La rama de aficionados fue salvada por inversores externos. También se mantuvo el Sportpark Berg & Bos.

### Nuevo comienzo (2013-actualidad)
La sección de aficionados de AGOVV continuó después de la quiebra. A partir de la temporada 2013-14, AGOVV pasó de tener un equipo dominical a fútbol los sábados. Comenzó el sábado en la Vierde Klasse B, la novena división del fútbol holandés. Después de una temporada en el Vierde Klasse Zaterdag, fue ascendido inmediatamente a Zaterdag Derde Klasse B. En 2016, AGOVV fue ascendido a Zaterdag Tweede Klasse G. La academia juvenil compartida con Vitesse se suspendió, lo que significó que el club vio una caída drástica en el número de miembros del departamento de juventud. Desde entonces, el equipo ha logrado formar varios equipos juveniles. Además, el club alberga un centro juvenil KNVB .
Económicamente, el club también mostró mejoras. Se saldaron las deudas. La renovación de la tribuna de madera del Sportpark Berg & Bos finalizó y fue reabierta el 20 de agosto de 2016. A partir de la temporada 2023-24, AGOVV compite en Tweede Klasse, el séptimo nivel general en el sistema de liga de fútbol neerlandés.

## Palmarés
- Copa KNVB: 0
  - Sub-Campeón: 1

1938

## Jugadores
El delantero de la selección holandesa Klaas-Jan Huntelaar vistió esta camiseta en la temporada 2003/04 de la Eerste Divisie, cedido por el PSV.

### Jugadores destacados
- Klaas-Jan Huntelaar
- Djuric Winklaar
- John Karelse
- Raimond van der Gouw
- Dries Mertens
- Nacer Chadli
- Paul Mulders